# Efraín Buenrostro Ochoa
Efraín Buenrostro Ochoa (Jiquilpan, Michoacán; 28 de octubre de 1896-12 de marzo de 1973) fue un militar y político mexicano. Se desempeñó como secretario de la Economía Nacional de 1934 a 1938 durante la presidencia de Lázaro Cárdenas y como director general de Petróleos Mexicanos de 1940 a 1946 durante la presidencia de Manuel Ávila Camacho.
Destacó, entre otras acciones de gobierno, por la nacionalización de los recursos del subsuelo, en especial del petróleo y por haber brindado asilo político a los exiliados españoles durante la Guerra Civil Española.

## Biografía
Nació en Jiquilpan, Michoacán, México al occidente del país; hijo de José María Buenrostro y Elena Ochoa. Fue el mayor de 3 hermanos, José María y Eva. Estudió letras en el liceo de varones de Guadalajara,a nivel profesional se inclinó por el ramo de la Ingeniería Civil.
Compañero de pupitre del General Lázaro Cárdenas del Río, fue hombre de su absoluta confianza, amigo y colaborador.
Aunque su acta de matrimonio indica que nació en Jiquilpan, Michoacán, hay versiones que dicen ser oriundo del pueblo de Mazamitla en el estado de Jalisco, México, donde fue nombrado Personaje Ilustre.

## La Revolución Mexicana
En 1914 causó alta en el Ejército Constitucionalista en el Cuarto Regimiento de Caballería a las órdenes del Teniente Coronel, José María Buenrostro.Dicha unidad pertenecía a la Segunda División del Cuerpo del Ejército del Noroeste, comandado por el General de Brigada Manuel M. Dieguez y la cual tomó la denominación de División de Occidente a fines del mismo año de 1914. Combatió a Francisco Villa.

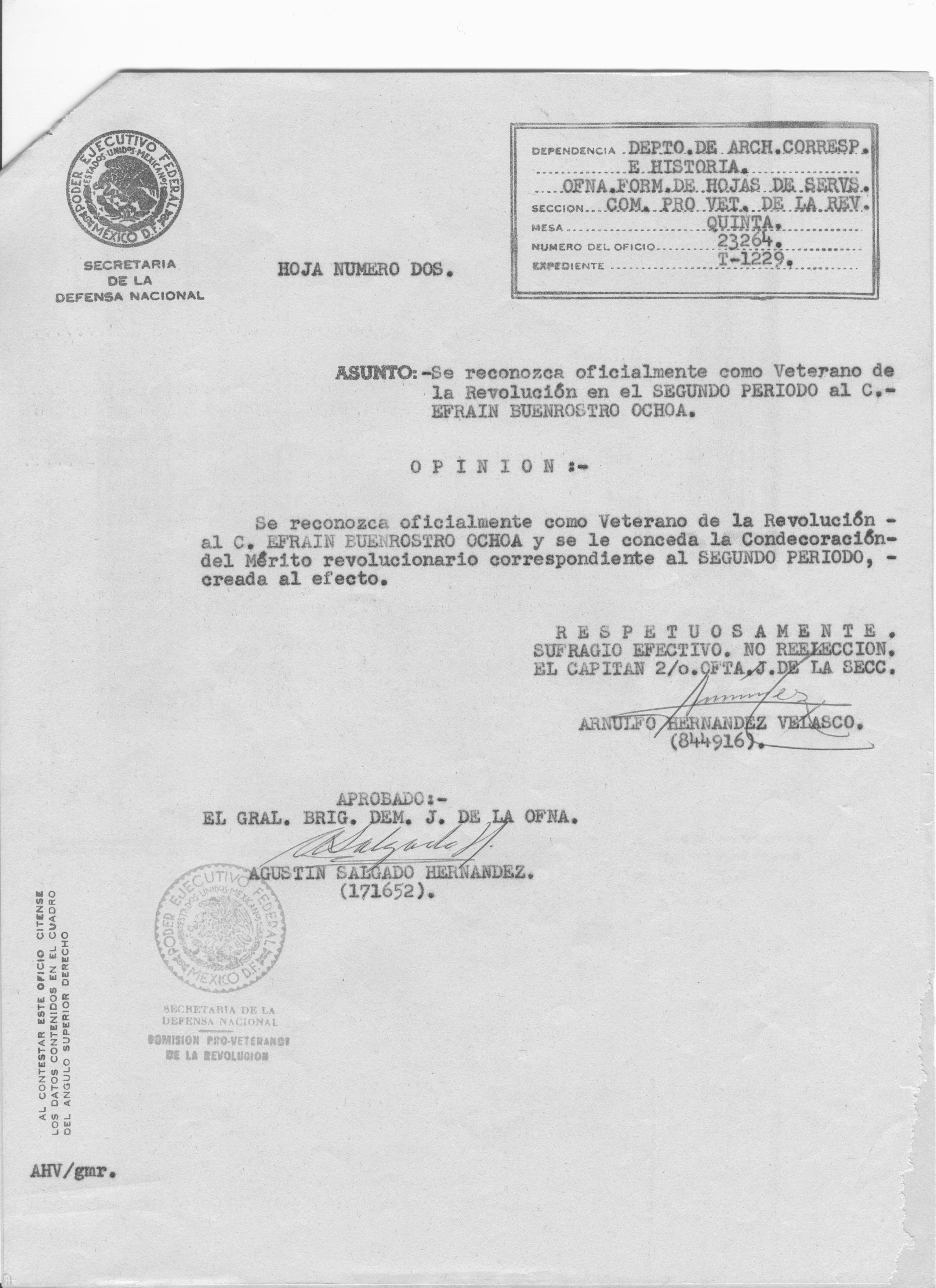
Condecoración al Mérito Revolucionario

El 21 de junio de 1965 solicitó a la Secretaría de la Defensa Nacional la condecoración del Mérito Revolucionario, misma que le fue otorgada ese mismo año.
Se retiró de la carrera militar para ejercer como profesor en una escuela rural en el pueblo de Altar (Sonora), México, en donde hoy aún existe una escuela en su honor, escuela profesor Efraín Buenrostro Ahí conoció a quien sería su esposa, Carmen Araiza Morineau, ( hermana de Evaristo Araiza Morineau ) contrayendo nupcias el 16 de julio de 1924 y con quien tuvo 4 hijos, Carlota, Carmela, Sergio y Beatriz.

## Servidor público
«No soy político, soy un servidor público», así se expresaba Buenrostro Ochoa cuando se le preguntaba por su carrera política.[cita requerida]
Su interés político lo despertó la carrera diplomática trabajando en varios consulados de México en los Estados Unidos, fue Canciller de Tercera en Tucson, Arizona, Escribiente de Segunda en Nogales, Arizona, Contador de Primera en el Consulado de México en San Francisco, California.

Oficial Mayor del Gobierno de Michoacán durante el mandato de Lazáro Cárdenas del Río en 1930. Durante su gestión logró apoyos, adhesiones y la resolución de diversos conflictos como el surgido entre la Compañía Eléctrica de Morelia y la Confederación Nacional de Electricistas y Similares.

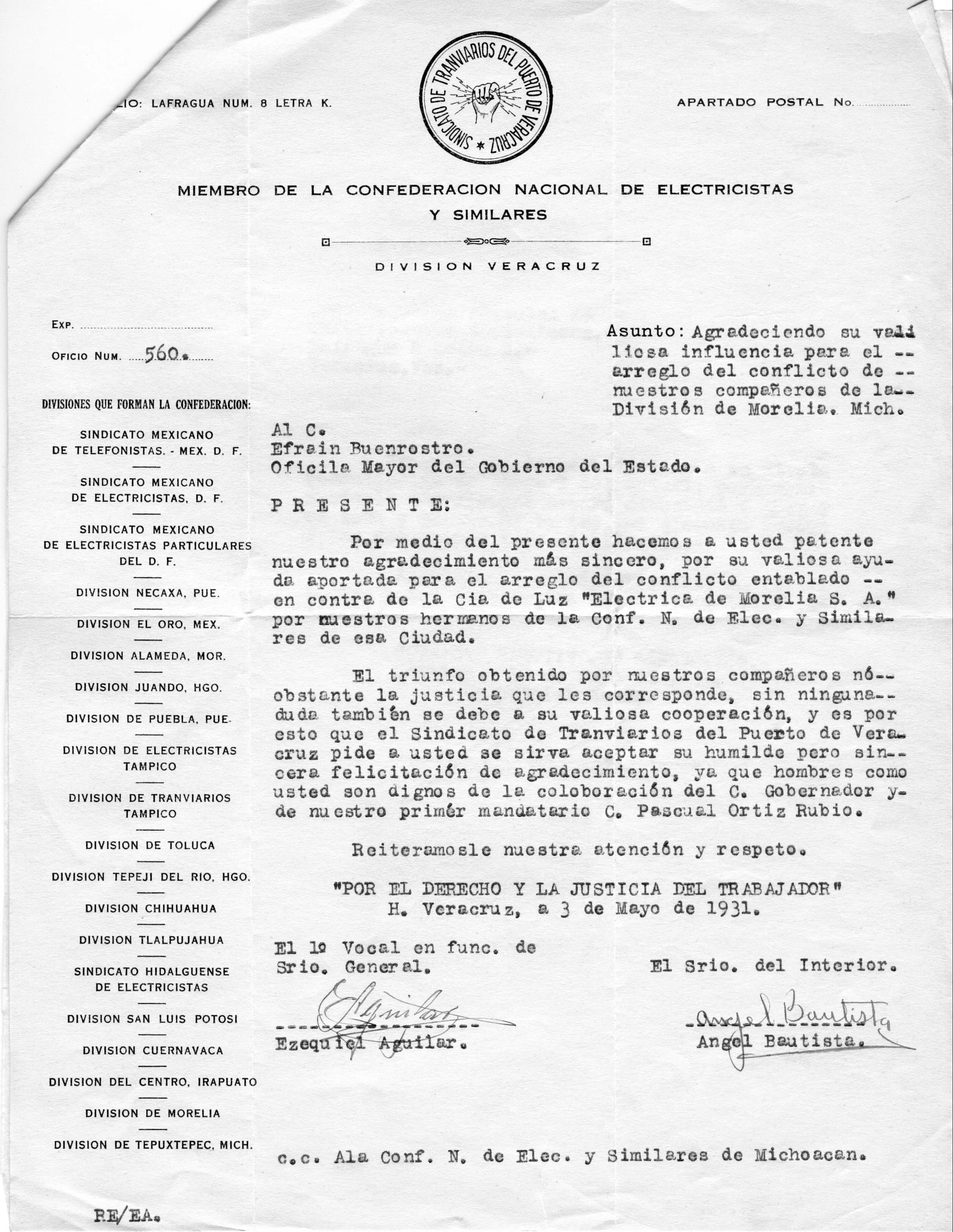
Agradecimiento Sindical por la resolución del conflicto entre ambas partes

Subsecretario de Hacienda y Crédito Público 1936 a 1938.
Previo a la expropiación, planteado el conflicto de orden económico por los trabajadores petroleros mexicanos, la Junta Federal de Conciliación y Arbitraje nombró en 1936 una comisión para trabajar sobre el asunto. Esta fue encabezada por Efraín Buenrostro, Subsecretario de Hacienda y Crédito Público y por Mariano Moctezuma, Subsecretario de Economía Nacional. Fueron auxiliados, entre otros, por Manuel Manterola Flores, José López Portillo y Weber, Eduardo Galván y Gustavo Martínez Cabañas.
Secretario de la Economía Nacional de 1938 a 1940. En este período participó en la nacionalización de la industria petrolera, siendo uno de los 3 firmantes del Decreto de Expropiación.

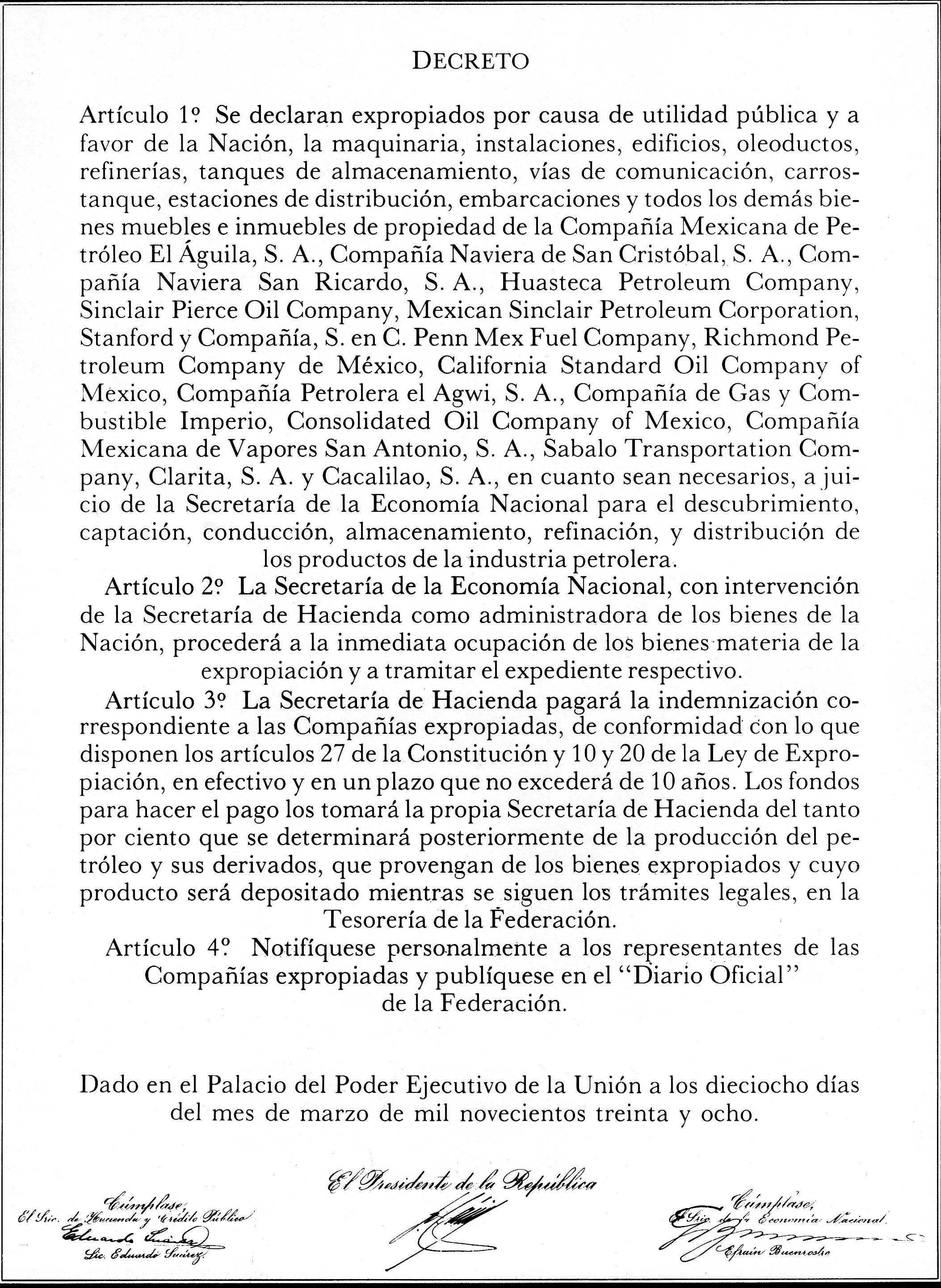
Decreto de la Expropiación Petrolera, en la que aparece como uno de los tres firmantes.

Director General de Petróleos Mexicanos (PEMEX) de 1940 a 1946.
Miembro del Comité Ejecutivo de Ferrocarriles Nacionales de México en 1938.
Vocal de la Junta Directiva de la Lotería Nacional en 1938. Miembro propietario con Carácter de Presidente de la Comisión de Fomento Minero en el año de 1939. Representante del Gobierno del Territorio Sur de la Baja California en la capital de la República en el mismo año.
Constituyó y fue Presidente del Banco de Crédito Ejidal, creado para refaccionar a las comunidades agrarias.
Durante su administración como Director General de PEMEX enfrentó el hundimiento de los buques Faja de Oro, nave atacada a las 23:55 horas del 13 de mayo de 1942.Iban a bordo 35 marinos de tripulación, de los cuales fallecieron 14.
El ataque al buque Potrero del Llano a las 23:55 horas del 13 de mayo de 1942. Iban a bordo 35 marinos de tripulación, de los cuales fallecieron 14.
Las Choapas, atacado a las 7:22 del 27 de junio de 1942, transportaba 17,450 barriles de gasolina. Fue hundido en las inmediaciones de Arroyo González, al norte de Tecolutla, Veracruz, con treinta y un tripulantes de los cuales fallecieron tres.
Poco conocido fue la explosión provocada del Buque Cacalilao en el Puerto de Tampico, Tamaulipas, estando él presente cuando sucedió, intentó auxiliar al capitán del navío, de origen Norteamericano, pero este murió. Fue enterrado con la bandera de los Estados Unidos sobre el ataúd, misma que conservó hasta que el mismo pudo entregarla a la viuda.
Con estos hechos México entra de manera activa a la Segunda Guerra Mundial.
A solicitud de diversos sindicatos y agrupaciones encabezó importantes apoyos para la candidatura Presidencial del General Manuel Ávila Camacho, a la postre, Presidente de México.
Fue Director General de la Compañía Industrial de Atenquique y Unión Forestal de Jalisco y Colima, la cual se encontraba en quiebra antes de que asumiera la administración de esta, logrando durante su gestión convertirla en una empresa altamente productiva y eficiente, siendo la única productora de papel kraft en México.  En el año de 1955, un huracán azotó el pacífico Mexicano, provocando una crecida importante en el río Atenquique, el cual se desbordó y provocó una enorme avalancha de piedras, lodo y árboles que arrasaron el poblado entero y provocaron la muerte de más de 30 personas.
Con la fábrica de papel destruida se le preguntó a Efraín qué pensaba hacer, a los que respondió, reconstruirla, y así comenzó una labor titánica que culminó con la creación de una planta aún más moderna.